# Husajn Said
Husajn Said Mohamed (arab. حسين سعيد; ur. 21 stycznia 1958 w Bagdadzie) – iracki piłkarz grający na pozycji napastnika.
Jest on na 10 miejscu na liście FIFA, która uwzględnia piłkarzy, którzy zdobyli najwięcej bramek w reprezentacji. Był również w kadrze reprezentacji Iraku na Mistrzostwach Świata w piłce nożnej w 1986 r. Pełnił funkcję prezydenta Irackiej federacji piłkarskiej.